# August Szulc
August Szulc, inaczej Augustyn,  Schulz, Schultz, nazwisko zmienił na Jussuf-aga (ur. 1798, zm. 1853) – inżynier, karbonariusz.

## Życiorys
Był uczniem Szkoły Wojewódzkiej Płockiej. Po wstąpieniu do wojska, w 1820 został podporucznikiem, a w 1830 kapitanem. Był jednym z budowniczych Kanału Augustowskiego, który wykonywał Wojskowy Korpus Inżynierów. Podczas powstania listopadowego  dowodził korpusem inżynierów w twierdzy Modlin. Awansowany został wówczas na podpułkownika i odznaczony Orderem Virtuti Militari.
Po klęsce powstania poprzez Francję trafił do Egiptu, gdzie od 1832 służył w armii egipskiej, budował fortyfikacje oraz odkrył pokłady węgla kamiennego w Libanie. Po przejściu w 1835 na islam i przyjęciu nazwiska Jussuf-aga został doradcą egipskiego paszy. W 1840 kierował obroną Akry przed połączonymi flotami: angielską, austriacką i turecką. W latach 1847–1854 był naczelnym dowódcą wojsk technicznych w Egipcie.
Od 1852 mieszkał stale w Kairze, gdzie zmarł w 1853 (lub 1854). Majątek i bogate zbiory orientalne przekazał Bibliotece Polskiej w Paryżu.
Jest bohaterem wydanej w 1958 r. powieści historycznej Lew Sezostrysa. Opowieść o Jussufie-adze polskim obrońcy Akry autorstwa Bolesława Mrówczyńskiego.